# Baden-Württemberg vasútvonalainak listája

Németország tartományai

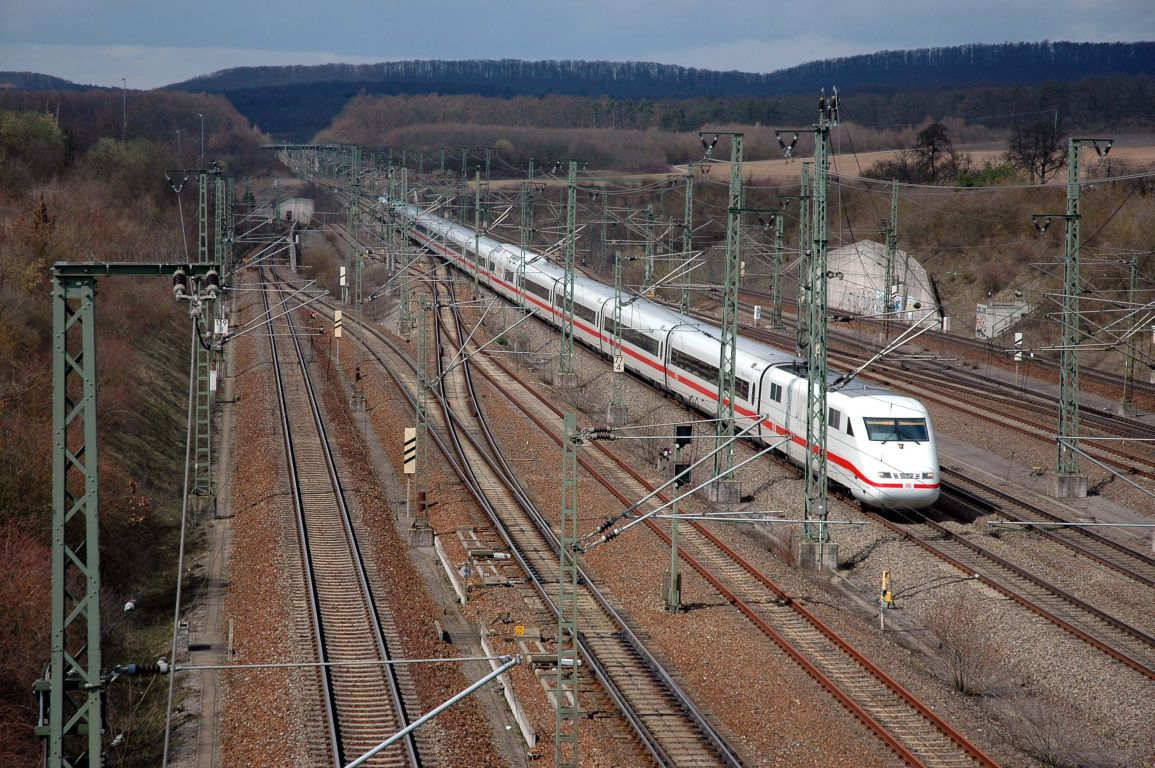
Egy nagysebességű ICE motorvonat a Mannheim–Stuttgart nagysebességű vasútvonalon

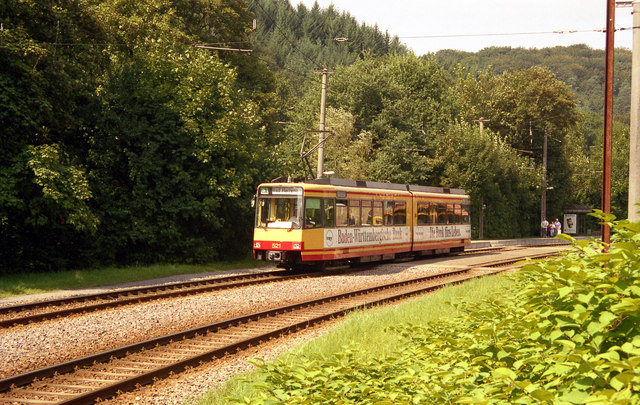

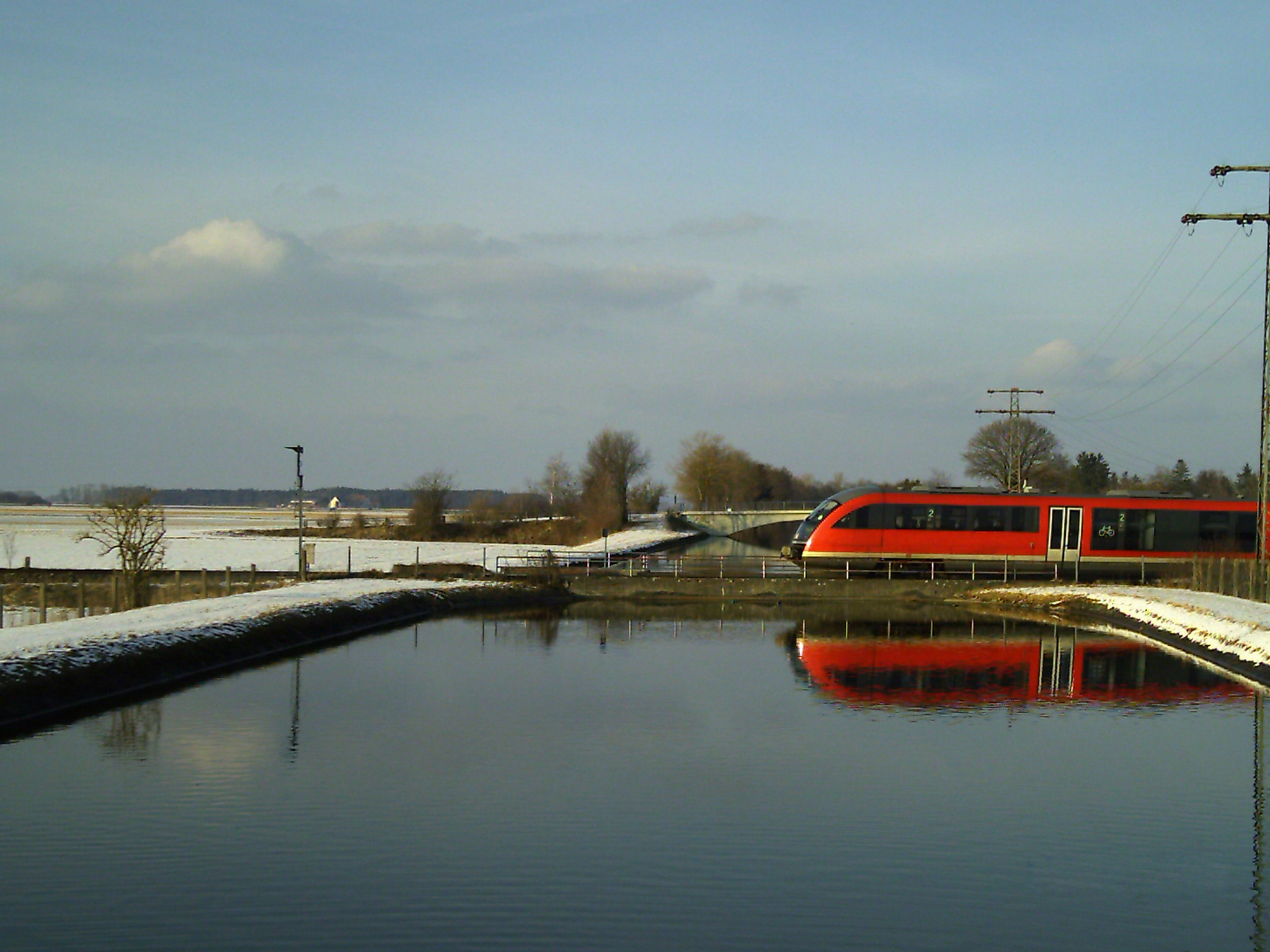

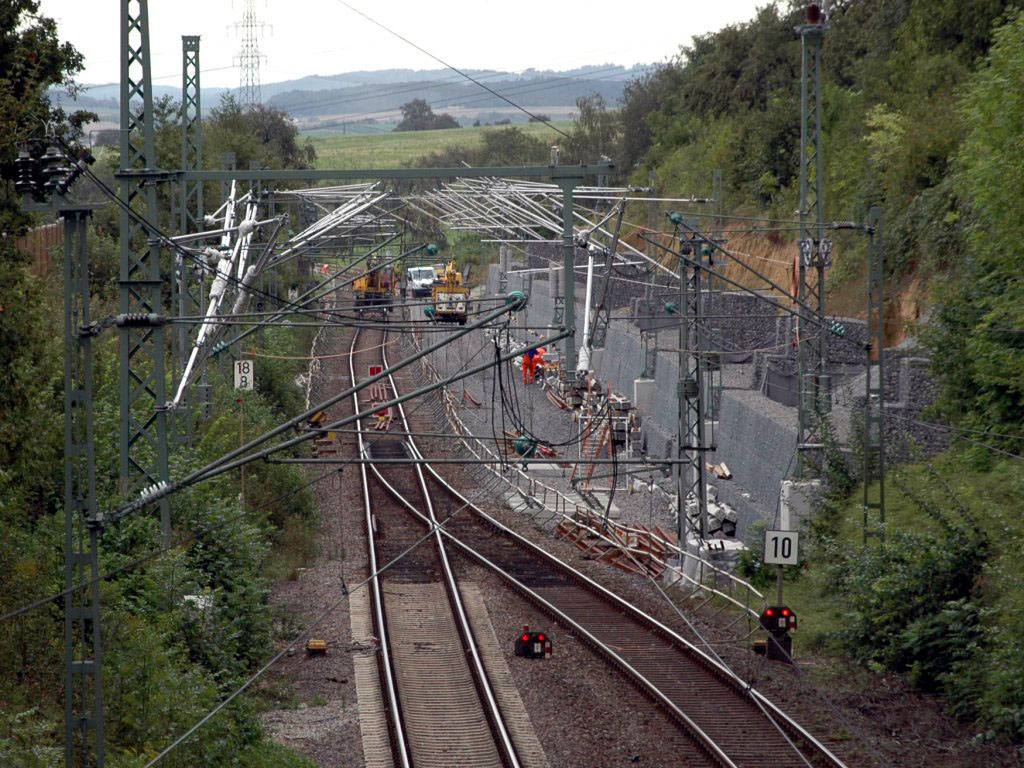

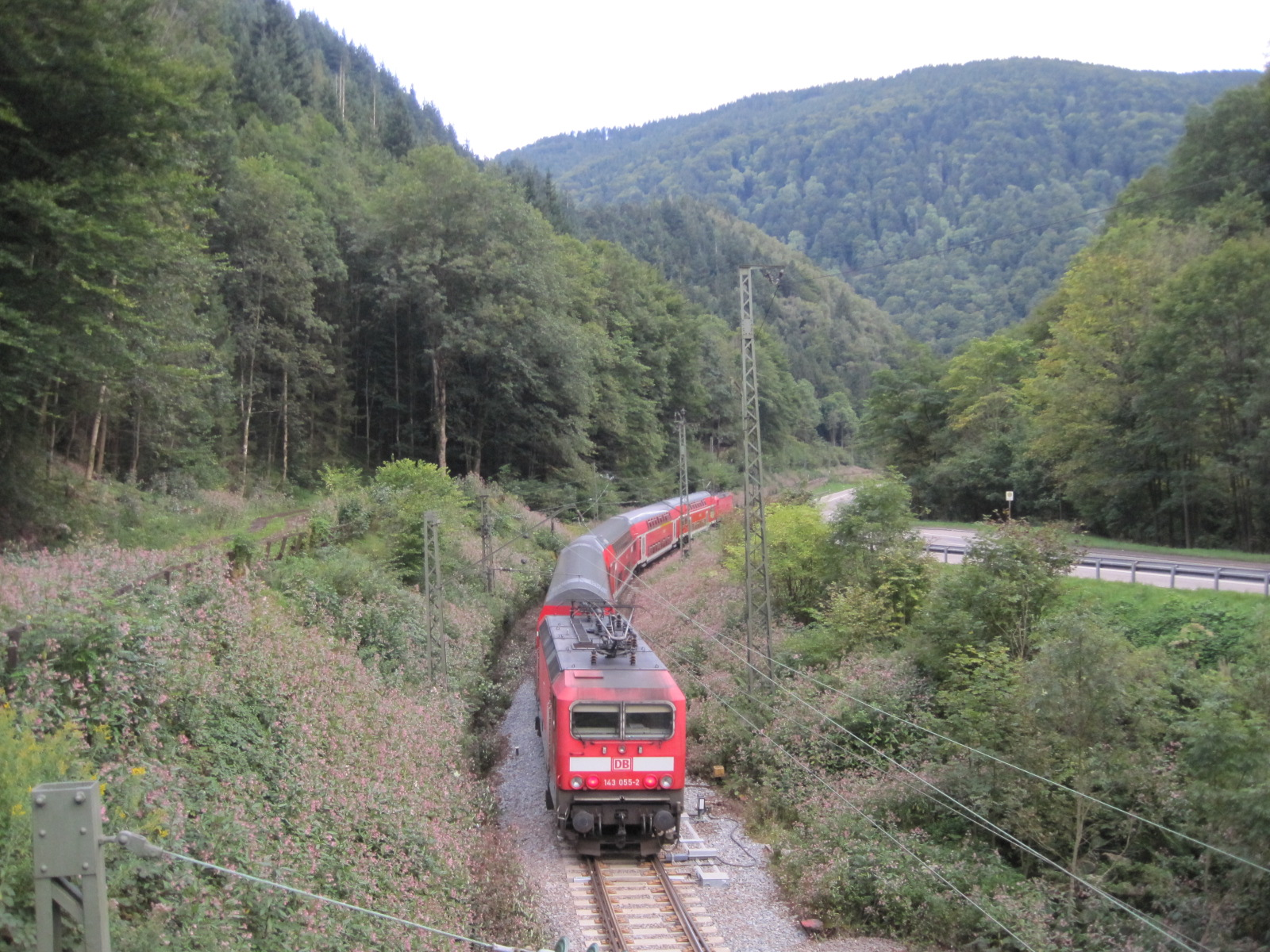

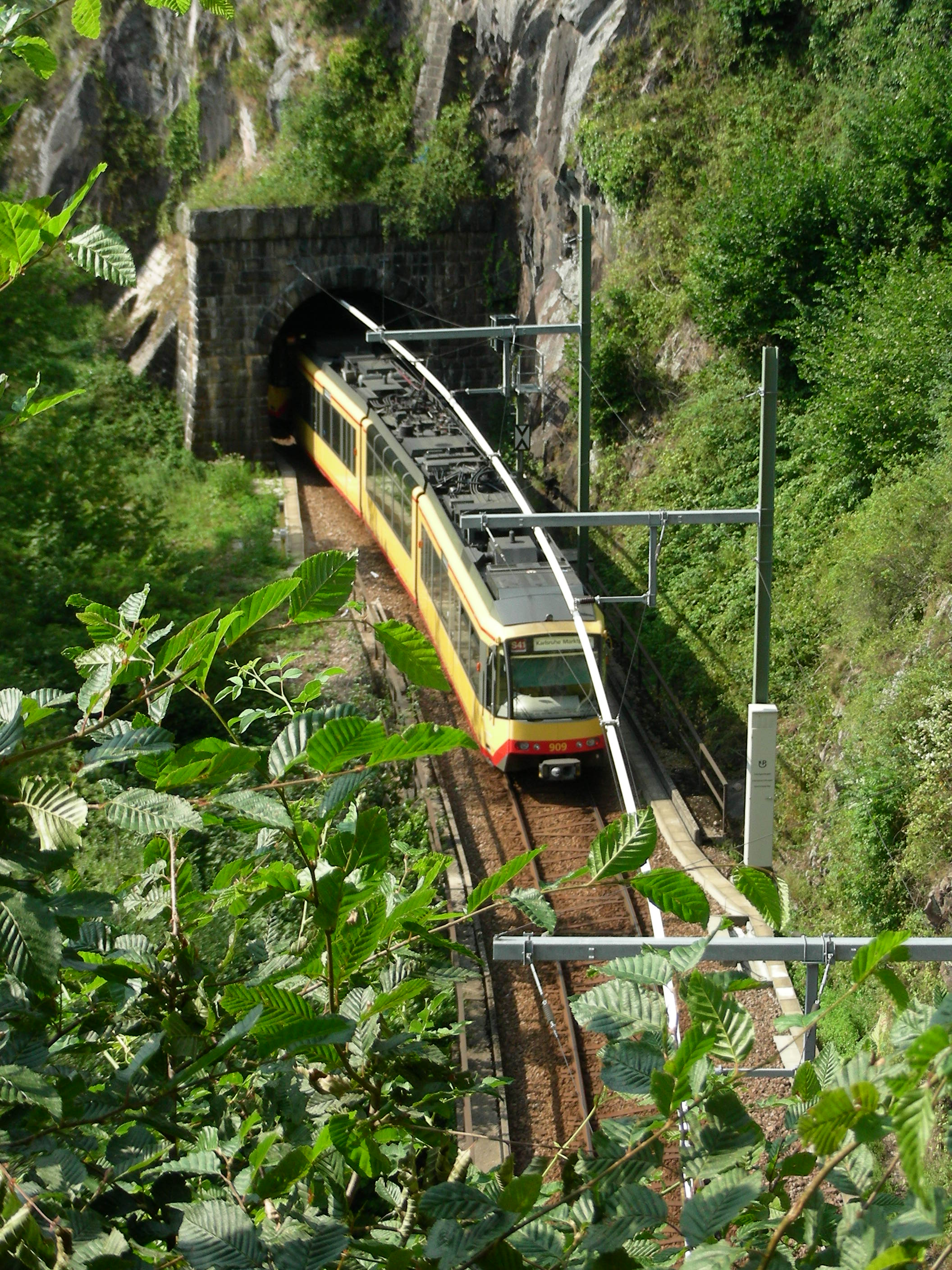

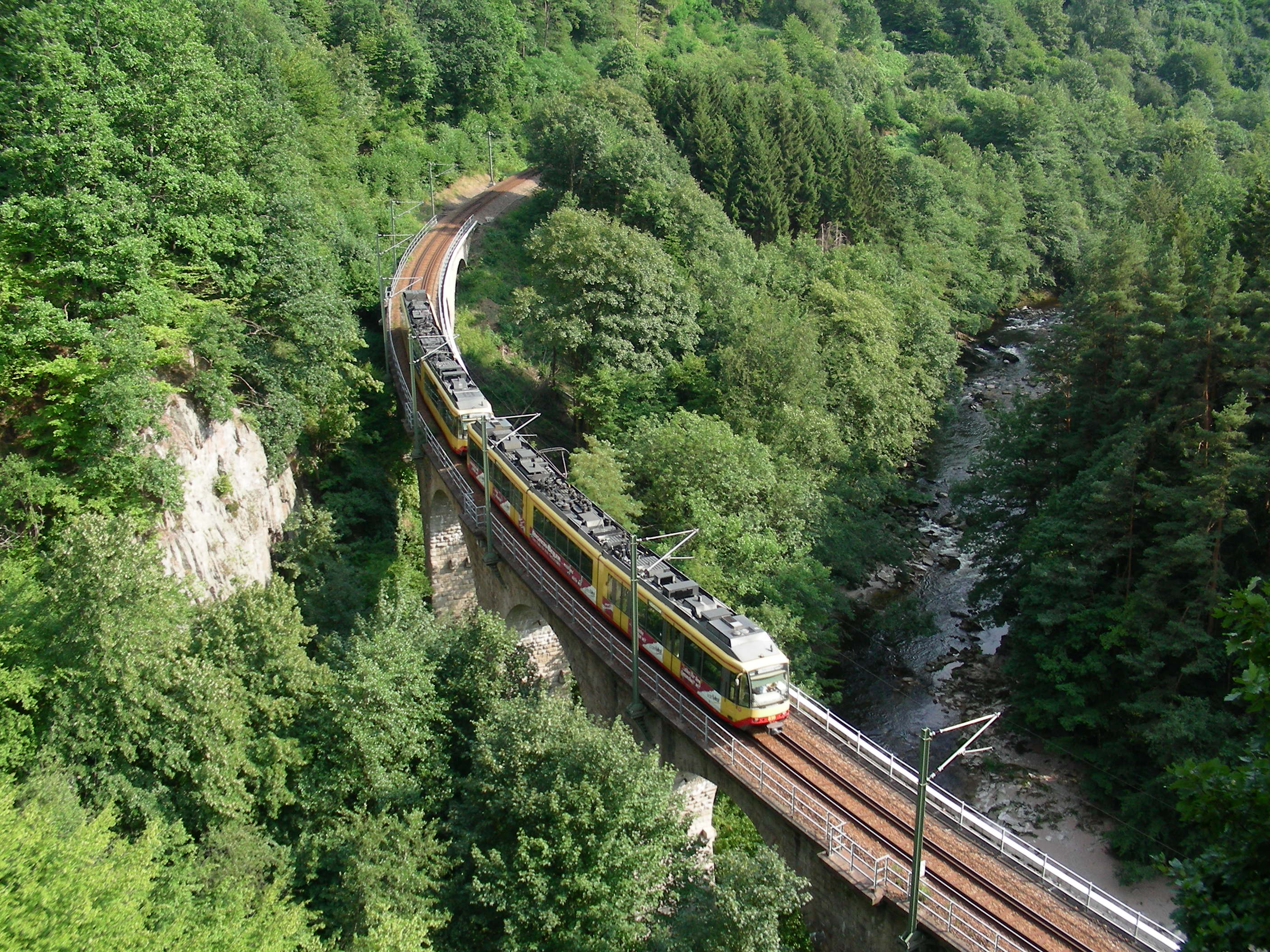

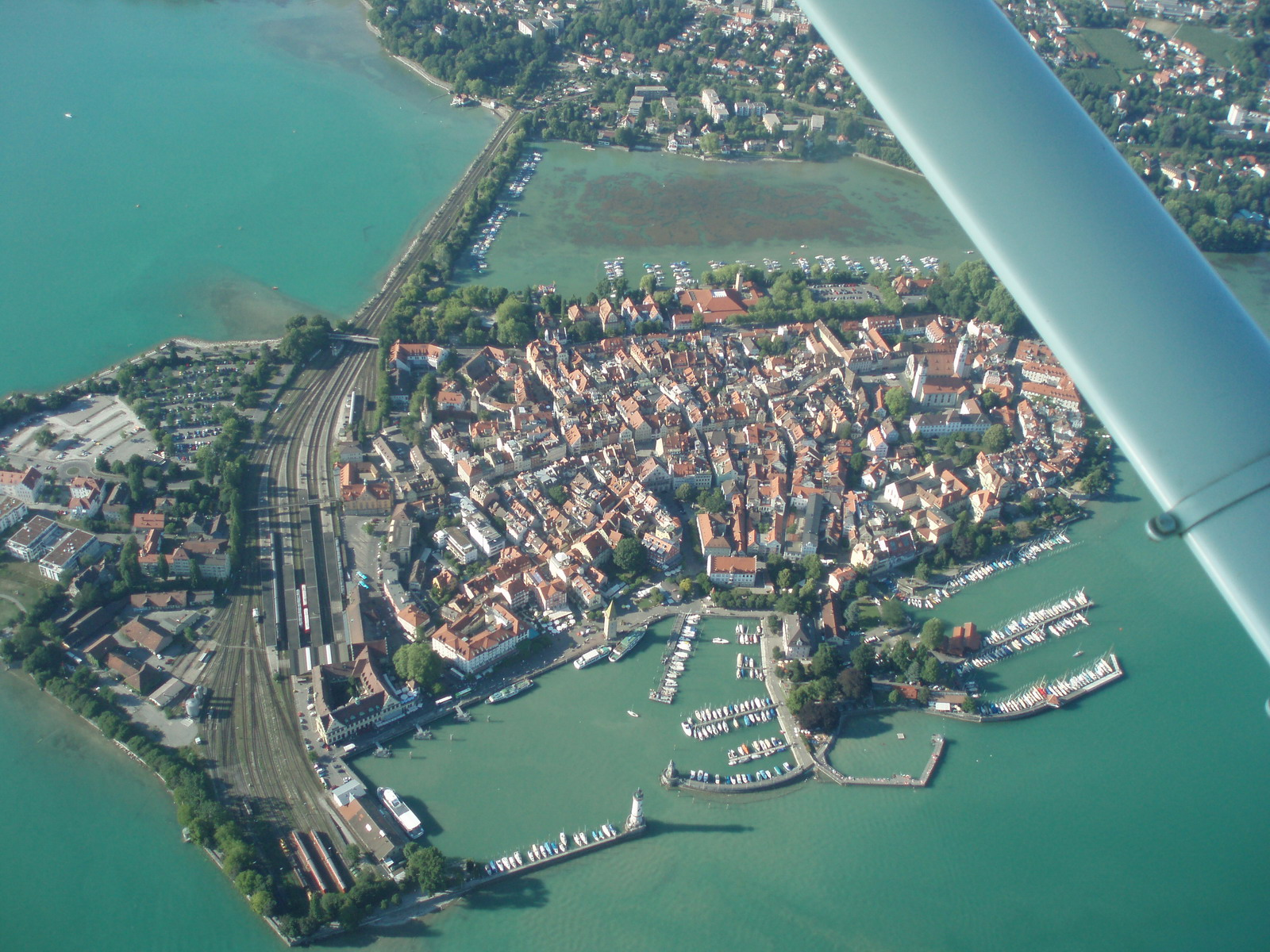

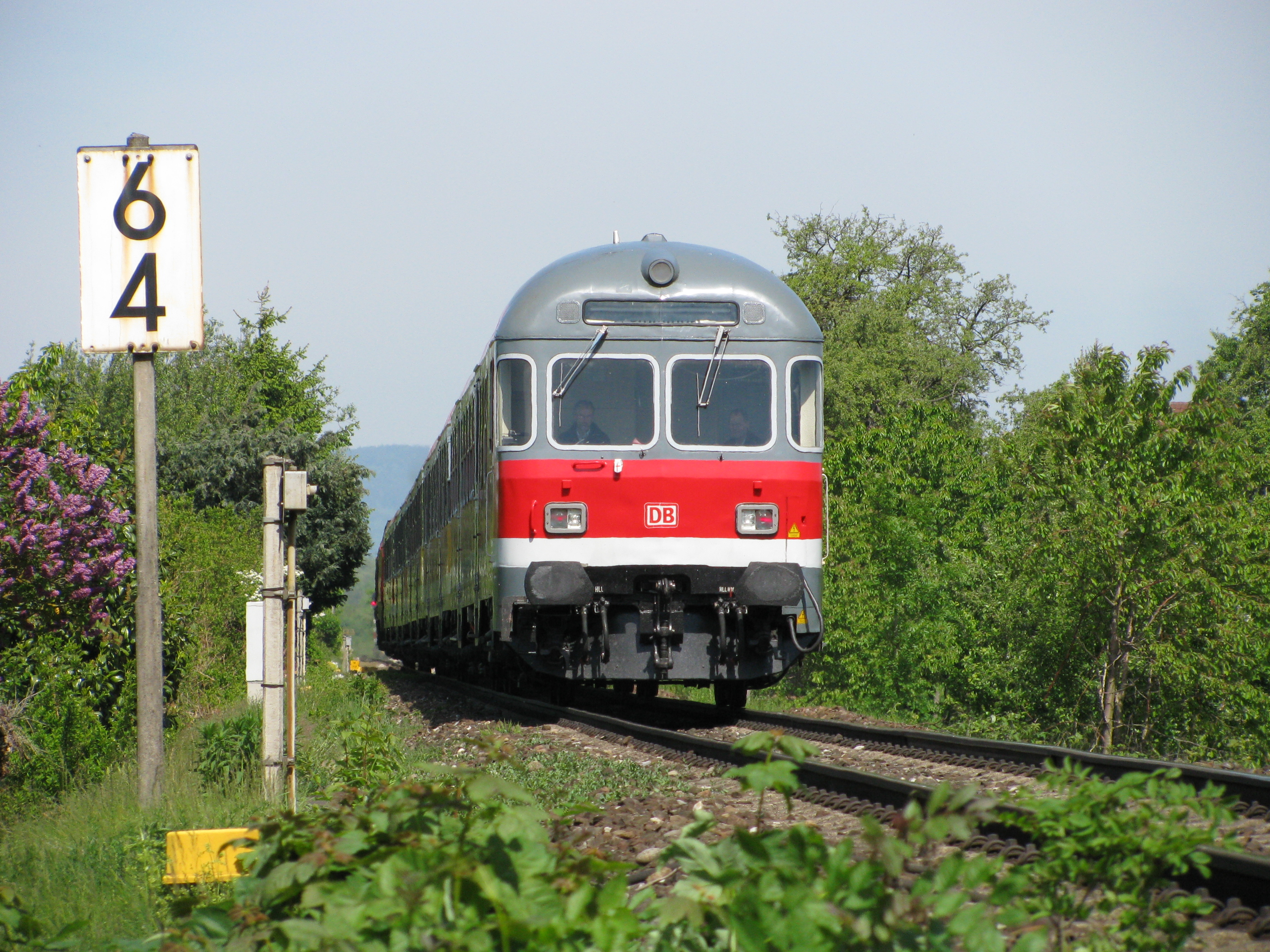

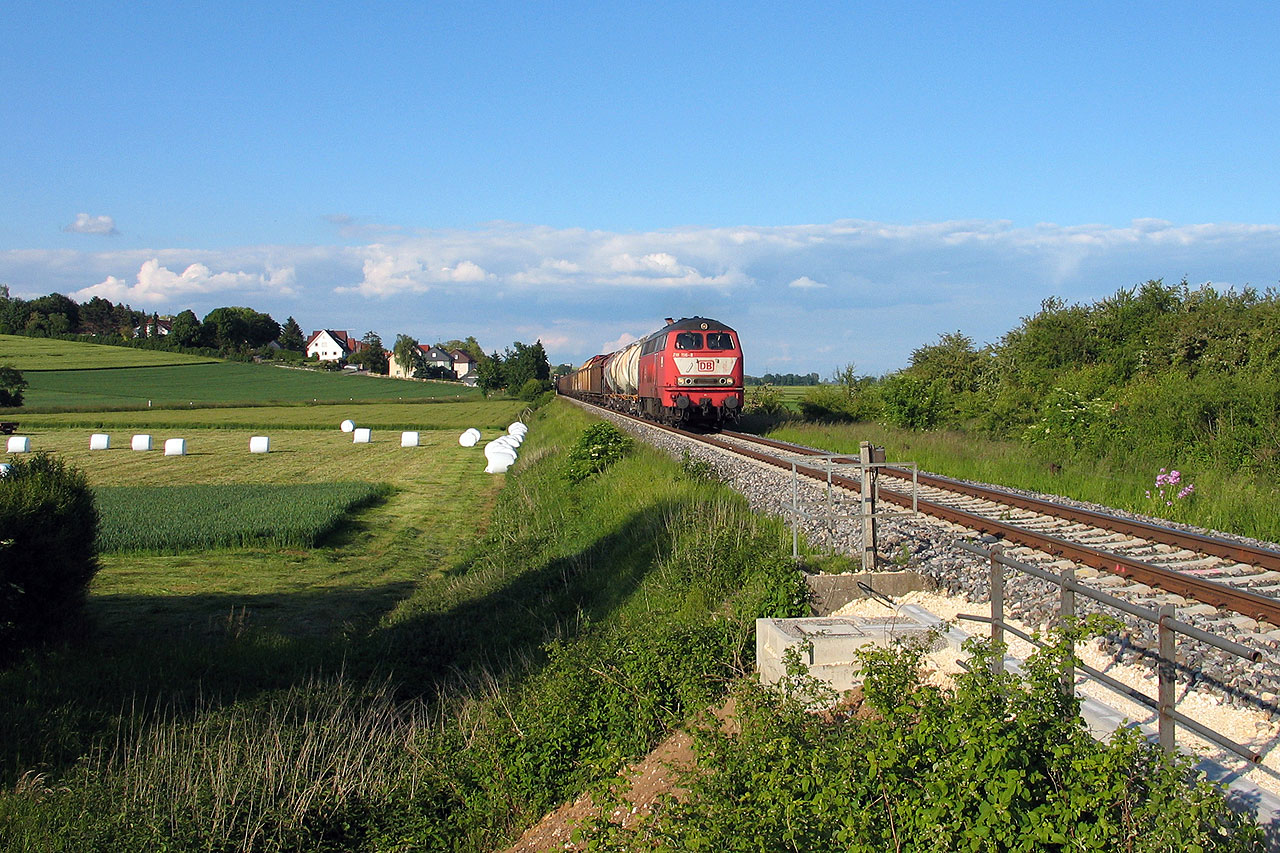

Ez a lista a németországi Baden-Württemberg tartomány vasútvonalait sorolja fel ábécé sorrendben. A lista nem teljes.

## Vasútvonalak
- Acher Valley-vasútvonal
- Achertal-vasútvonal
- Alb Valley-vasútvonal
- Albtal-vasútvonal
- Appenweier–Strasbourg-vasútvonal
- Backnang–Ludwigsburg-vasútvonal
- Baden Mainline
- Badische Haupt-vasútvonal
- Badische Odenwald-vasútvonal
- Badische Schwarzwald-vasútvonal
- Feketeerdő-vasútvonal
- Breisach-vasútvonal
- Brenz-vasútvonal
- Brenz-vasútvonal
- Bruchsal Rollenberg elágazás
- Bruhrain-vasútvonal
- Bruhrain-vasútvonal
- Danube Valley-vasútvonal
- Donautal-vasútvonal
- Dreiseen-vasútvonal
- Elsenz Valley-vasútvonal
- Elsenztal-vasútvonal
- Elz Valley-vasútvonal
- Elztal-vasútvonal
- Enz Valley-vasútvonal
- Enztal-vasútvonal
- Europa-vasútvonal
- Fils Valley-vasútvonal
- Filstal-vasútvonal
- Franconia-vasútvonal
- Franken-vasútvonal
- Frankfurt–Mannheim nagysebességű vasútvonal
- Freiburg–Breisach-vasútvonal
- Freiburg–Colmar-vasútvonal
- Gäu-vasútvonal
- Geislinger Steige
- Hardt-vasútvonal
- Hardt-vasútvonal
- Hochrhein-vasútvonal
- Hohenlohe-vasútvonal
- Hohenlohe-vasútvonal
- Höllental-vasútvonal
- Kaiserstuhl-vasútvonal
- Kaiserstuhl-vasútvonal
- Karlsruhe–Mühlacker-vasútvonal
- Katzbach-vasútvonal
- Killesberg-vasútvonal
- Kinzig Valley-vasútvonal
- Kinzigtal-vasútvonal
- Kraich Valley-vasútvonal
- Kraichgau-vasútvonal
- Laupheim–Schwendi-vasútvonal
- Main Valley-vasútvonal
- Main-Neckar-vasútvonal
- Mannheim–Karlsruhe–Bázel nagysebességű vasútvonal
- Mannheim–Stuttgart nagysebességű vasútvonal
- Maxau-vasútvonal
- Meckesheim–Neckarelz-vasútvonal
- Merkurberg-vasútvonal
- Murg Valley-vasútvonal
- Murgtal-vasútvonal
- Murr-vasútvonal
- Nagold Valley-vasútvonal
- Neckar Valley-vasútvonal
- Neckar-Alb-vasútvonal
- Neckarelz–Osterburken-vasútvonal
- Nürnberg–Crailsheim-vasútvonal
- Odenwald-vasútvonal
- Rankbach-vasútvonal
- Rems-vasútvonal
- Rench Valley-vasútvonal
- Renchtal-vasútvonal
- Rhine-vasútvonal
- Ried-vasútvonal
- Ries-vasútvonal
- Schiltach-Schramberg-vasútvonal
- Schlossberg-vasútvonal
- Schönbuch-vasútvonal
- Schwarzbachtal-vasútvonal
- Schönbuch-vasútvonal
- Seelinie
- Sommerberg-vasútvonal
- Southern-vasútvonal
- Standseil-vasútvonal
- Steinsfurt–Eppingen-vasútvonal
- Strohgäu-vasútvonal
- Strohgäu-vasútvonal
- Stuttgart Rack-vasútvonal
- Stuttgart-Rohr–Filderstadt-vasútvonal
- Stuttgart–Augsburg nagysebességű vasútvonal
- Stuttgart–Wendlingen nagysebességű vasútvonal
- Swabian Alb-vasútvonal
- Täles-vasútvonal
- Tauber Valley-vasútvonal
- Teck-vasútvonal
- Three Lakes-vasútvonal
- Turgi–Koblenz–Waldshut-vasútvonal
- Täles-vasútvonal
- Upper Jagst-vasútvonal
- Upper Neckar-vasútvonal
- Upper Rhine-vasútvonal
- Wehra Valley-vasútvonal
- Wendlingen–Ulm nagysebességű vasútvonal
- Wiese Valley-vasútvonal
- Wieslauftal-vasútvonal
- Wieslauftal-vasútvonal
- Württemberg Western-vasútvonal
- Wutach Valley-vasútvonal
- Württembergische Ost-vasútvonal
- Württembergische Schwarzwald-vasútvonal
- Zabergäu-vasútvonal

## Egyéb
- Stuttgart 21